# Nudo trébol
El nudo trébol es un nudo eminentemente decorativo, que aparece en cuadros de nudos de todo el mundo, por su geometría similar a un trébol. Por su estructura, puede servir para unir dos palos a un tercero. En la práctica, para unir tres largueros o mástiles se emplean otras combinaciones.

## Realización del nudo
Pasos para la elaboración del nudo:

1. Hacemos un nudo simple en una cuerda dejando una sección larga
2. Hacemos un segundo nudo simple,  que pasa por dentro del nudo que hemos hecho antes.
3. Pasamos los bucles entre las lazadas como indican las flechas de la figura
4. Sacamos las cuerdas que van a formar las hojas laterales del trébol
5. Ajustamos el nudo y colocamos las cuerdas.

Este nudo tiene una dificultad de ajuste, porque para cerrarlo se necesita tirar a la vez de 4 puntos diferentes,  en 4 direcciones diferentes. 

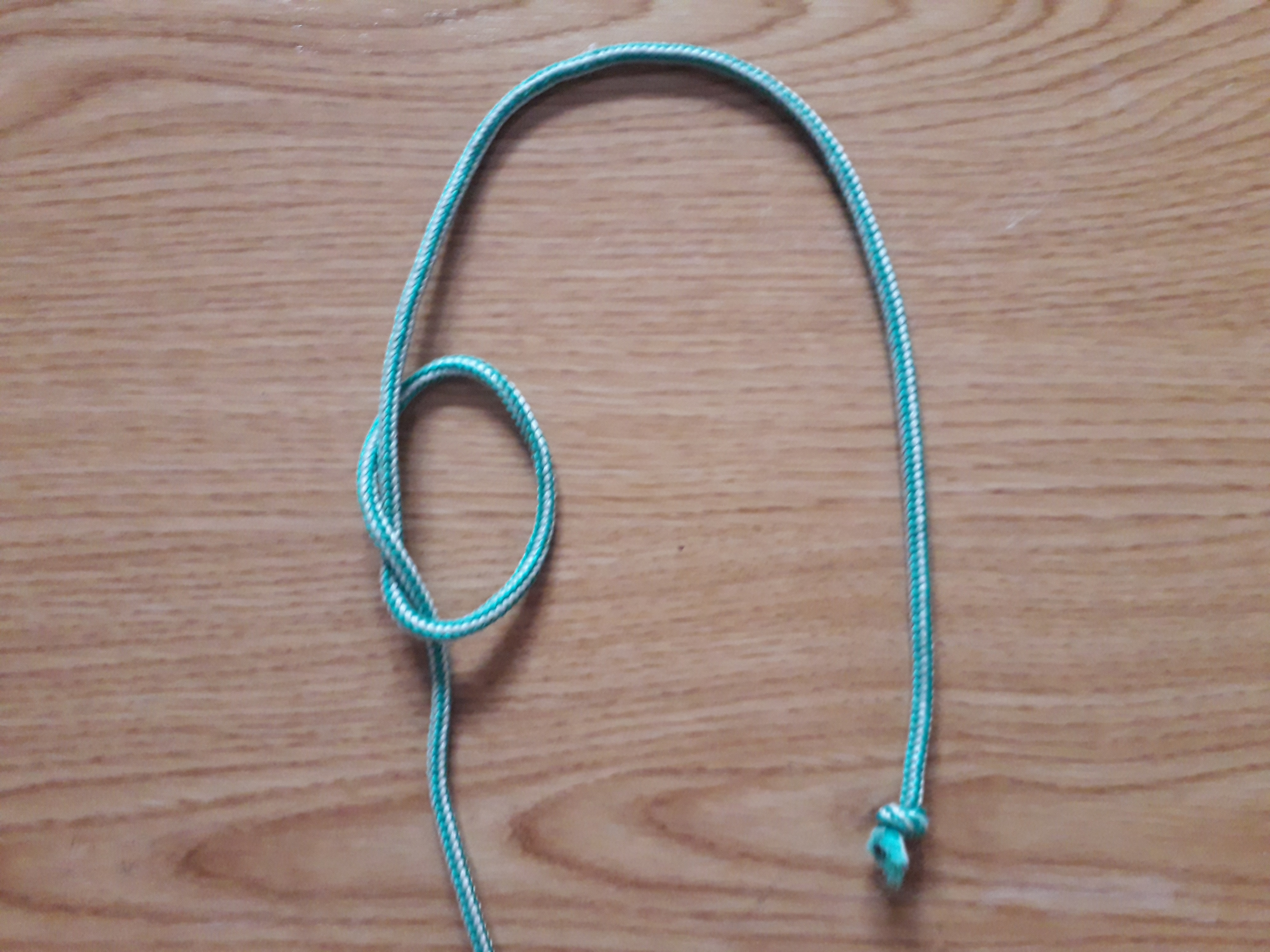
Trébol Paso 1
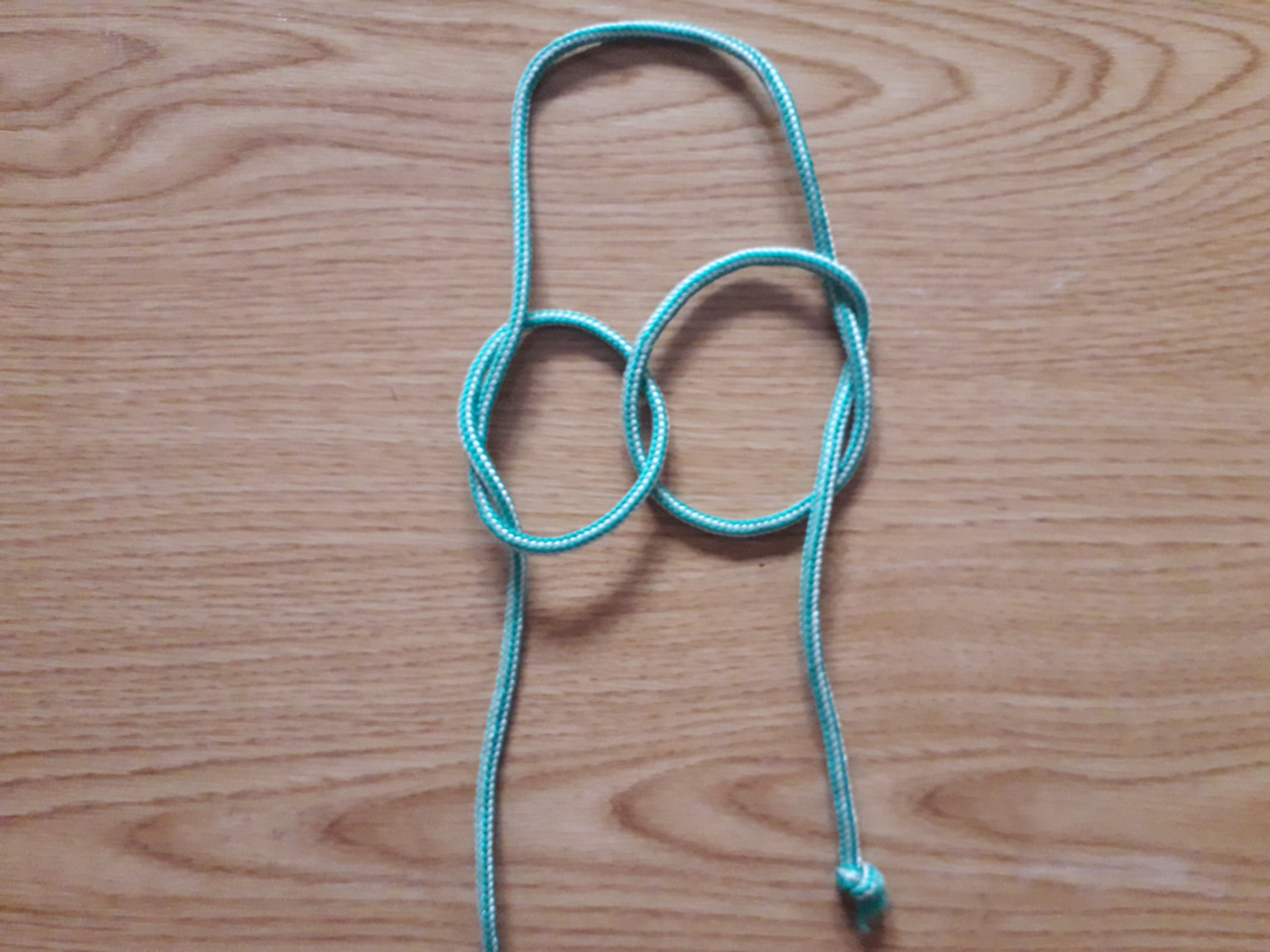
Trébol Paso 2
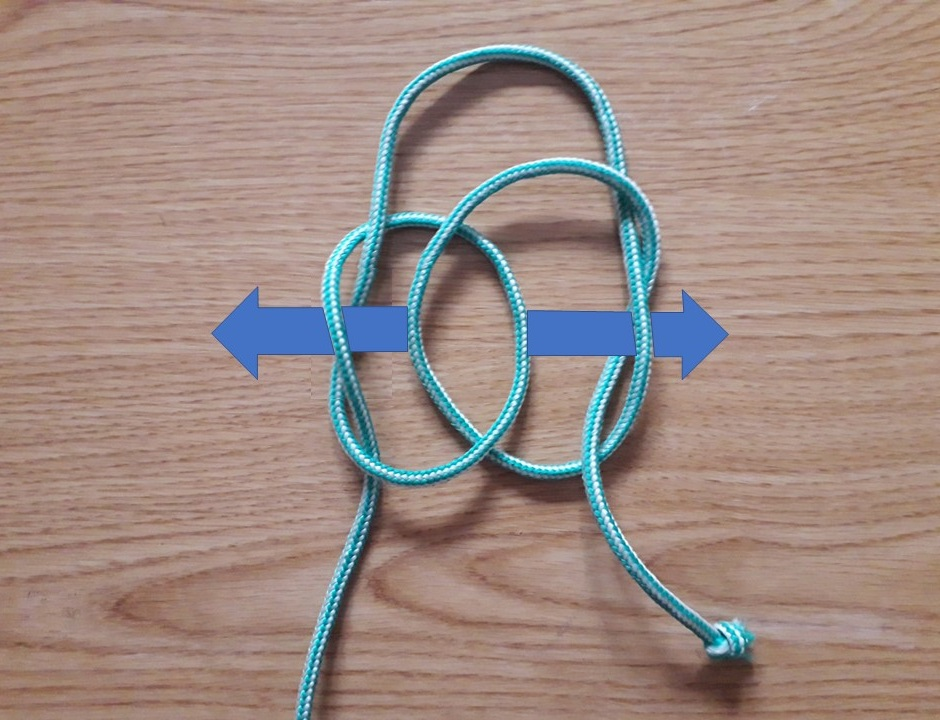
Trébol Paso 3
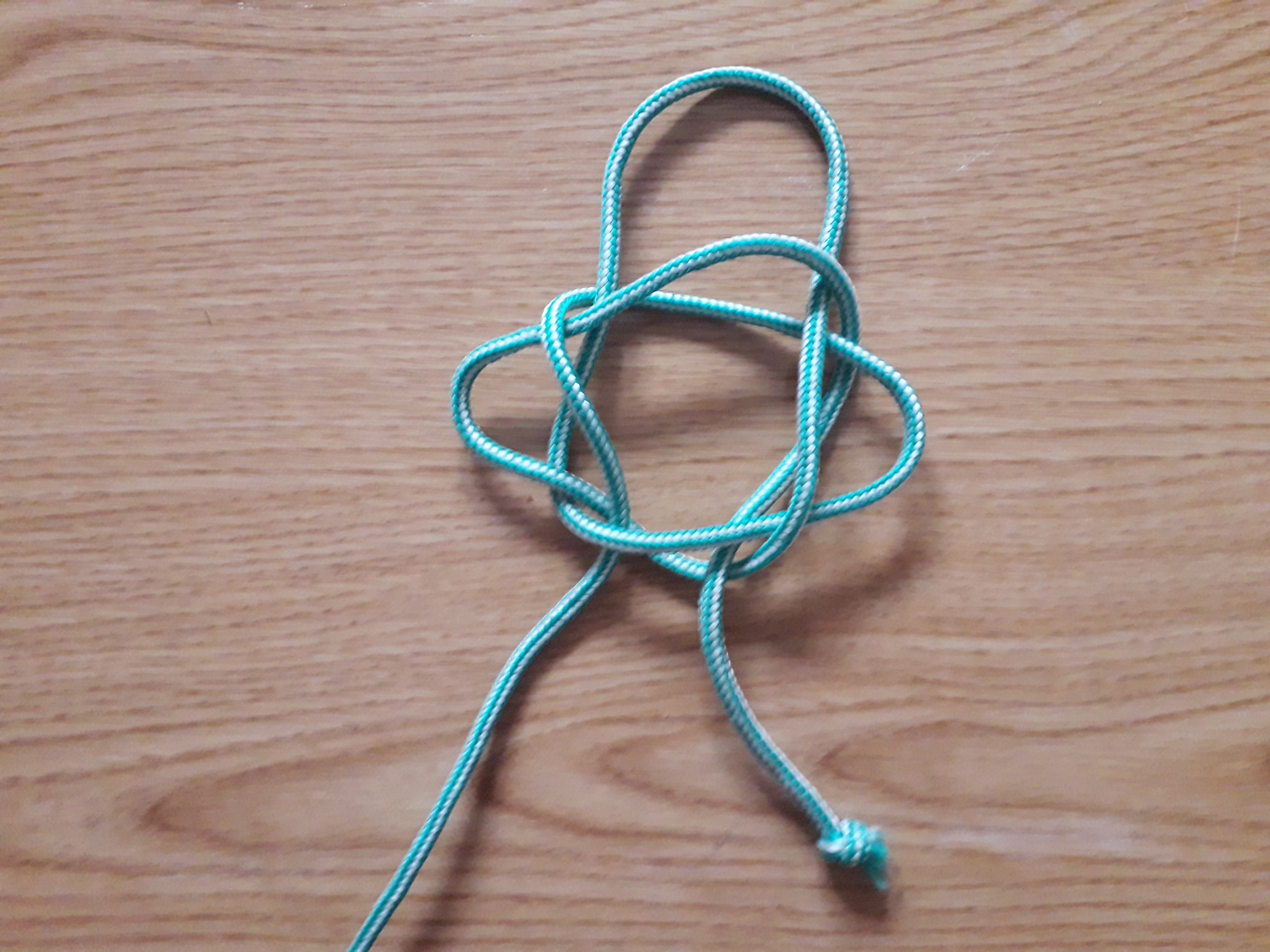
Trébol Paso 4
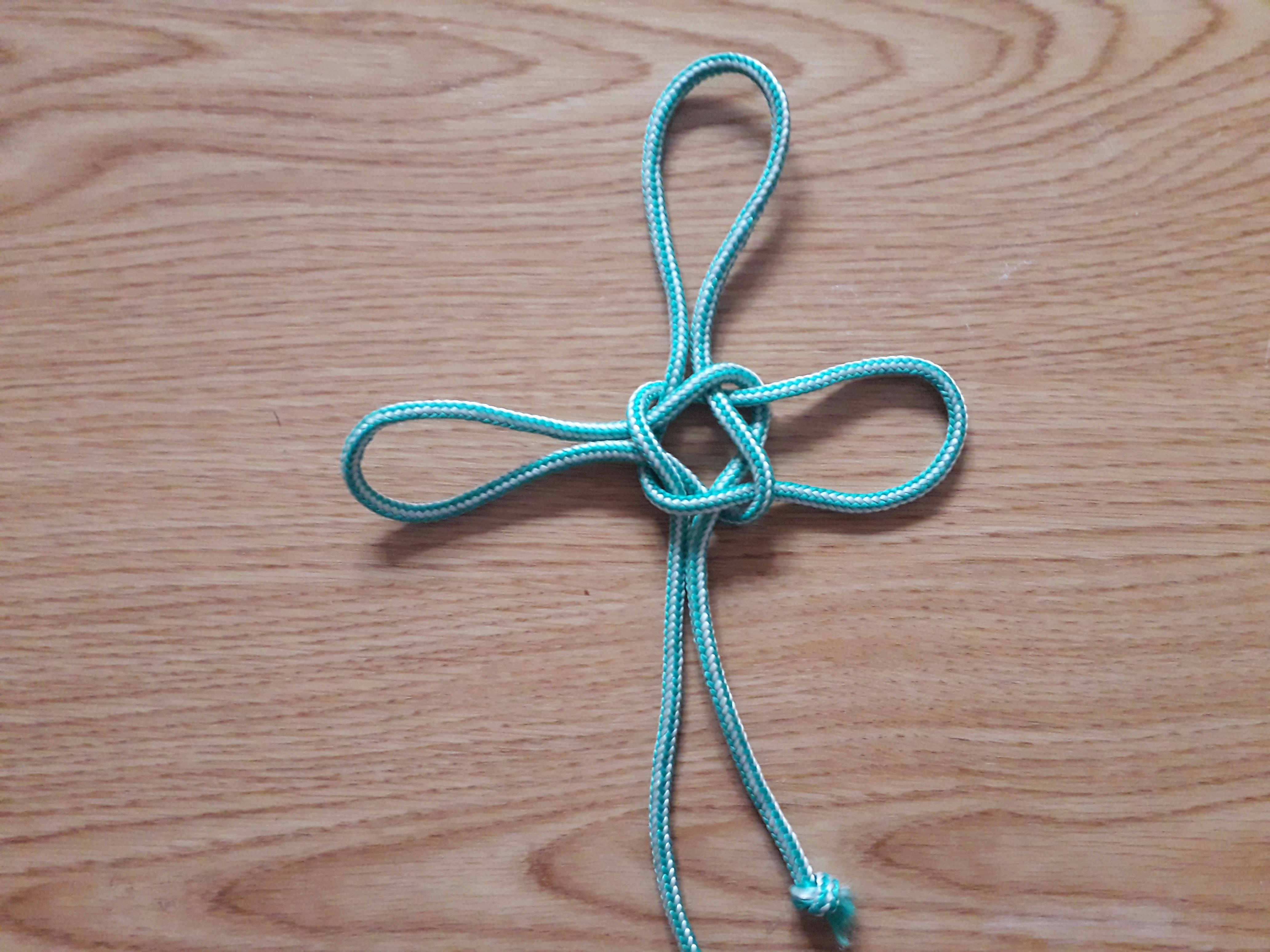
Trébol Paso 5

## Consideraciones sobre la realización de nudos
Los nudos marineros, no se cierran tirando de los extremos de la cuerda,  ya que las cuerdas pueden retorcerse y desbaratar el nudo.  Para que un nudo esté bien realizado, se deben colocar las cuerdas en la posición en la que van a trabajar,  e ir cerrando el nudo hasta su posición definitiva. 
Hacerlo así permitirá que el nudo quede bien realizado y que pueda ser deshecho con facilidad. 